# 纳伦多夫
纳伦多夫是德国下萨克森州的一个市镇。总面积44.03平方公里，总人口1357人，其中男性679人，女性678人（2011年12月31日），人口密度31人/平方公里。